# Brian Holm
Brian Holm Sørensen (* 2. Oktober 1962 in Kopenhagen, Dänemark) ist ein ehemaliger Radrennfahrer und nach seiner aktiven Karriere Sportdirektor von Radsportteams.

## Sportliche Laufbahn
Brian Holm wurde 1986 Profi und fuhr unter anderem von 1993 bis 1997 für das Team Telekom. Bei der Tour de France 1996 war er einer der Helfer seines Landsmanns und Teamkapitäns Bjarne Riis, der diese Austragung gewann. Sein wohl größter individueller Erfolg war der Sieg bei Paris–Brüssel 1991. Er beendete die Tour de France sieben Mal, wobei seine beste Platzierung Rang 60 bei der Tour de France 1990 war. Als Berufsfahrer konnte er 14 Siege erringen.
Zwei Male – 1984 und 1996 – startete Holm bei Olympischen Spielen auch auf der Bahn. 1984 erreichte er mit dem dänischen Bahn-Vierer (Dan Frost, Michael Marcussen und Jørgen V. Pedersen) Platz fünf. Im Punktefahren wurde er 17.

## Verschiedenes
Nach seiner aktiven Laufbahn war Holm ab Februar 2002 einer der Sportlichen Leiter des Teams Telekom. und blieb bei diesem Team und seinem Nachfolgeteam, welches zuletzt unter dem Namen HTC-Highroad fuhr und sich Ende 2011 auflöste.
Im Jahr 2004 wurde bei Holm Krebs diagnostiziert, konnte jedoch genesen. Über seine Zeit mit der Krankheit schrieb er das Buch  Smerten, Glæden. Erindringer fra et liv på cykel.
Im Zuge der Geständnisserie war Brian Holm der sechste ehemalige Telekom-Fahrer, der die Einnahme von Dopingmitteln zur Leistungssteigerung einräumt. Er habe im Jahre 1996 zweimal EPO genommen, gestand Holm am 24. Mai 2007.
Seit dem Jahr 2012 ist Holm als Sportdirektor beim Team Omega Pharma-Quickstep tätig. 2014 wurde er wegen obszöner Handlungen in Gegenwart eines Kindes angezeigt, von dem Vorwurf jedoch von einem dänischen Gericht freigesprochen.

## Erfolge
1980
- Jugend-Weltmeisterschaft – Mannschaftszeitfahren (mit René W. Andersen, Jens Veggerby und Wagner Rasmussen)
- Dänischer Junioren-Meister – Straßenrennen
- Dänischer Junioren-Meister – Mannschaftszeitfahren
- Dänischer Jugend-Meister – Mannschaftszeitfahren

1983
- Duo Normand (mit Jack Arvid Olsen)
- Dänischer Amateur-Meister – Mannschaftszeitfahren (mit Michael Marcussen, Jørgen Vagn Pedersen und Dan Frost)
- eine Etappe Schweden-Rundfahrt

1984
- Dänischer Amateur-Meister – Mannschaftsverfolgung (mit Michael Marcussen, Jørgen Vagn Pedersen und Dan Frost)
- Grand Prix de la Ville de Lillers
- eine Etappe Grand-Prix François Faber

1985
- Nordischer Meister – Mannschaftszeitfahren (mit Jack Arvid Olsen, John Carlsen und Jesper Skibby)

1986
- Circuit des Frontières

1990
- eine Etappe Tour d’Armorique
- Dänischer Meister – Straßenrennen, Einzelzeitfahren

1991
- Paris–Camembert
- Paris–Brüssel

1998
- eine Etappe Dänemark-Rundfahrt

## Grand-Tour-Platzierungen
| Grand Tour            | 1987 | 1988 | 1989 | 1990 | 1991 | 1992 | 1993 | 1994 | 1995 | 1996 |
| --------------------- | ---- | ---- | ---- | ---- | ---- | ---- | ---- | ---- | ---- | ---- |
| Giro d’ItaliaGiro     | 100  | –    | –    | –    | –    | 86   | –    | –    | –    | –    |
| Tour de FranceTour    | 110  | –    | 109  | 60   | 124  | 76   | 77   | –    | –    | 107  |
| Vuelta a EspañaVuelta | –    | –    | 101  | –    | –    | –    | –    | –    | –    | –    |